# Орвелл (Нью-Йорк)
Орвелл (англ. Orwell) — місто (англ. town) в США, в окрузі Освіго штату Нью-Йорк. Населення — 1077 осіб (2020).

## Демографія
Згідно з переписом 2010 року, у місті мешкало 1167 осіб у 419 домогосподарствах у складі 287 родин. Було 800 помешкань
Расовий склад населення:
| - 95,5 % — білих - 1,7 % — чорних або афроамериканців - 1,1 % — корінних американців - 0,3 % — азіатів |

До двох чи більше рас належало 1,5 %. Частка іспаномовних становила 0,6 % від усіх жителів.
За віковим діапазоном населення розподілялося таким чином: 22,1 % — особи молодші 18 років, 65,4 % — особи у віці 18—64 років, 12,5 % — особи у віці 65 років та старші. Медіана віку мешканця становила 43,1 року. На 100 осіб жіночої статі у місті припадало 117,3 чоловіків;  на 100 жінок у віці від 18 років та старших — 118,5 чоловіків також старших 18 років.
Середній дохід на одне домашнє господарство  становив 67 553 долари США (медіана — 54 063), а середній дохід на одну сім'ю — 75 280 доларів (медіана — 59 167). Медіана доходів становила 47 917 доларів для чоловіків та 41 607 доларів для жінок. За межею бідності перебувало 25,0 % осіб, у тому числі 32,3 % дітей у віці до 18 років та 14,2 % осіб у віці 65 років та старших.
Цивільне працевлаштоване населення становило 550 осіб. Основні галузі зайнятості: роздрібна торгівля — 17,8 %, освіта, охорона здоров'я та соціальна допомога — 17,1 %, виробництво — 13,5 %, транспорт — 13,3 %.